# 21675 Кейтлінмарія
21675 Кейтлінмарія (21675 Kaitlinmaria) — астероїд головного поясу, відкритий 7 вересня 1999 року.
Тіссеранів параметр щодо Юпітера — 3,469.